# Cessna 162 Skycatcher
Cessna 162 Skycatcher - C162 je dvosedežno enomotorno propelersko športno letalo ameriškega proizvajalca Cessna. Letalo ima visoka nameščena krila s podporno palico in fiksno pristajalno podvozje tipa tricikel. Grajeno je večinoma iz aluminija in fiberglasa. Namenjeno je bilo športnemu letenju in šolanju pilotov. Kljub velikemu številu naročil (1200) se je proizvodnja končala že decembra 2013, prodali so le 192 letal.
C162 Skycatcher je dobil samo ASTM LSA dovoljenje julija 2009. Certifikacija FAR23 za USA ali CS-23 za EU ni bila nikoli pridobljena, kar je znatno omejilo možnost delovanja letala. C162 Skycatcher ima opcijo balističnega reševalnega padala, ki v primeru nevarnosti pristane celotno s pomočjo padala. Prototip je poganjal 100 KM (75 kW) Rotax 912S. Serijska letala po poganja zračnohlajeni 4-valjni bokser Continental O-200-D s 100 konji pri 2800 vrtljajih, isti motor, ki je pogajal Cessno 150. Propeler je direktno vezan na pogonsko gred (ni reduktorja kot pri Rotaxu 912). Motor poganja dvokraki propeler s fiksnim vpadnim kotom. Potovalna hitrost je 118 vozlov (219 km/h), doseg pa 870 kilometrov pri vzletni teži 599 kilogramov, kar je 161 kg manj kot pri Cessni 152. Letalo se lahko uporablja za lete podnevi in ponoči vendar samo v VFR pogojih.

## Tehnične specifikacije
Podatki iz Flying Magazine and Cessna.com
Splošne karakteristike
- Posadka: 1 pilot
- Število sedežev: 1 potnik (skupaj 2)
- Dolžina: 22,8 ft (6,95 m)
- Razpon kril: 30,0 ft (9,14 m)
- Višina: 8,53 ft (2,53 m)
- Površina kril: 120 ft² (11,14 m²)
- Teža praznega letala: 830 lb (376,5 kg)
- Uporaben tovor: 490 lb (222,3 kg)
- Maks. vzletna teža: 1320 lb (598,7 kg)
- Pogon letala: 1 ×  Štirivaljni protibatni bencinski motor Continental O-200D, 100 KM (74,6 kW)

 Zmogljivost 
- Maks. hitrost: 118 vozlov (218 km/h (136 mph))
- Potovalna hitrost: 112 vozlov (207 km/h (129 mph))
- Doseg: 470 nm (870 km (540 milj)) at 6000 ft (1830 m)
- Višina leta: 15500 ft (4727 m)
- Hitrost vzpenjanja: 890 ft/min (4,52 m/s)
- Obremenitev kril: 11,0 lb/ft² (55,0 kg/m²)
- Razmerje moč/teža: 13,2 lb/KM (8,04 kg/kW)